# Giotto Morandi
Giotto Morandi (Locarno, 1999. március 4. –) svájci korosztályos válogatott labdarúgó, a Grasshoppers középpályása.

## Pályafutása

### Klubcsapatokban
Morandi a svájci Locarno városában született. Az ifjúsági pályafutását az Ascona, a Bellinzona és a Lugano csapatában kezdte, majd 2016-ban a Grasshoppers akadémiájánál folytatta.
2018-ban mutatkozott be a Grasshoppers első osztályban szereplő felnőtt keretében. Először a 2019. február 3-ai, Basel ellen 4–0-ra elvesztett mérkőzésen lépett pályára. 2019 márciusa és júniusa között a másodosztályú Schaffhausen csapatát erősítette kölcsönben. Első gólját 2019. október 5-én, a Wil ellen hazai pályán 3–0-ra megnyert találkozón szerezte meg.

### A válogatottban
Morandi az U17-es és az U18-as korosztályú válogatottakban is képviselte Svájcot.

## Statisztika
2024. augusztus 31. szerint.

| Klub                      | Szezon   | Bajnokság              | Bajnokság | Bajnokság | Kupa  | Kupa  | Nemzetközi | Nemzetközi | Összesen | Összesen |
| Klub                      | Szezon   | Bajnokság              | Mérk.     | Gólok     | Mérk. | Gólok | Mérk.      | Gólok      | Mérk.    | Gólok    |
| ------------------------- | -------- | ---------------------- | --------- | --------- | ----- | ----- | ---------- | ---------- | -------- | -------- |
| Grasshoppers              | 2018–19  | Swiss Super League     | 1         | 0         | 0     | 0     | —          | —          | 1        | 0        |
| Grasshoppers              | 2019–20  | Swiss Challenge League | 31        | 5         | 2     | 2     | —          | —          | 33       | 7        |
| Grasshoppers              | 2020–21  | Swiss Challenge League | 13        | 2         | 0     | 0     | —          | —          | 13       | 2        |
| Grasshoppers              | 2021–22  | Swiss Super League     | 12        | 2         | 0     | 0     | —          | —          | 12       | 2        |
| Grasshoppers              | 2022–23  | Swiss Super League     | 32        | 2         | 0     | 0     | —          | —          | 32       | 2        |
| Grasshoppers              | 2023–24  | Swiss Super League     | 34        | 7         | 1     | 0     | —          | —          | 35       | 7        |
| Grasshoppers              | 2024–25  | Swiss Super League     | 6         | 2         | 1     | 1     | —          | —          | 7        | 3        |
| Schaffhausen (kölcsönben) | 2018–19  | Swiss Challenge League | 5         | 0         | 0     | 0     | —          | —          | 5        | 0        |
| Összesen                  | Összesen | Összesen               | 134       | 20        | 4     | 3     | 0          | 0          | 138      | 23       |

## Sikerei, díjai
Grasshoppers
- Challenge League
  - Feljutó (1): 2020–21